# Sindo
Sindo (kor. 신도군, Sindo-gun) – powiat w Korei Północnej, w prowincji P’yŏngan Północny. Jeden z nielicznych powiatów KRLD położony głównie na wysepkach (również jeden z najmniejszych). Największą z nich jest wyspa Pidan, niektóre z pozostałych większych wysp to Joryong, Sŏho oraz Sŏhoap. W 2008 roku liczył 11 810 mieszkańców. Stanowiąca niewielki fragment całego terytorium powiatu część lądowa graniczy z powiatami Ryongch’ŏn oraz Yŏmju, a także z należącą do Chin prowincją Liaoning.

## Historia
Jeden z najmłodszych w KRLD samodzielnych powiatów, w obecnej formie utworzony w lipcu 1988 roku, z podziału sąsiadującego obecnie z powiatem Sindo, powiatu Ryongch’ŏn. Już wcześniej, w 1967 roku oddzielony od Ryongch’ŏn. Wtedy jednak z podziału zrezygnowano już po dwóch latach.

## Podział administracyjny powiatu
W skład powiatu wchodzą następujące jednostki administracyjne:
| Nazwa jednostki administracyjnej | Rodzaj jednostki administracyjnej | Hangul         | Hancha         |
| -------------------------------- | --------------------------------- | -------------- | -------------- |
| Sindo-ŭp                         | miasteczko                        | 신도읍         | 薪島邑         |
| Pidansŏm-rodongjagu              | dzielnica robotnicza              | 비단섬로동자구 | 緋緞島勞動者區 |
| Sŏho-rodongjagu                  | dzielnica robotnicza              | 서호로동자구   | 西湖勞動者區   |
| Hwanggŭmp'yŏng-ri                | wieś                              | 황금평리       | 黃金坪里       |